# Phytomyza helosciadii
Phytomyza helosciadii este o specie de muște din genul Phytomyza, familia Agromyzidae, descrisă de Johann Heinrich Kaltenbach în anul 1862.
Este endemică în Germania. Conform Catalogue of Life specia Phytomyza helosciadii nu are subspecii cunoscute.